# Bradley Beaulieu

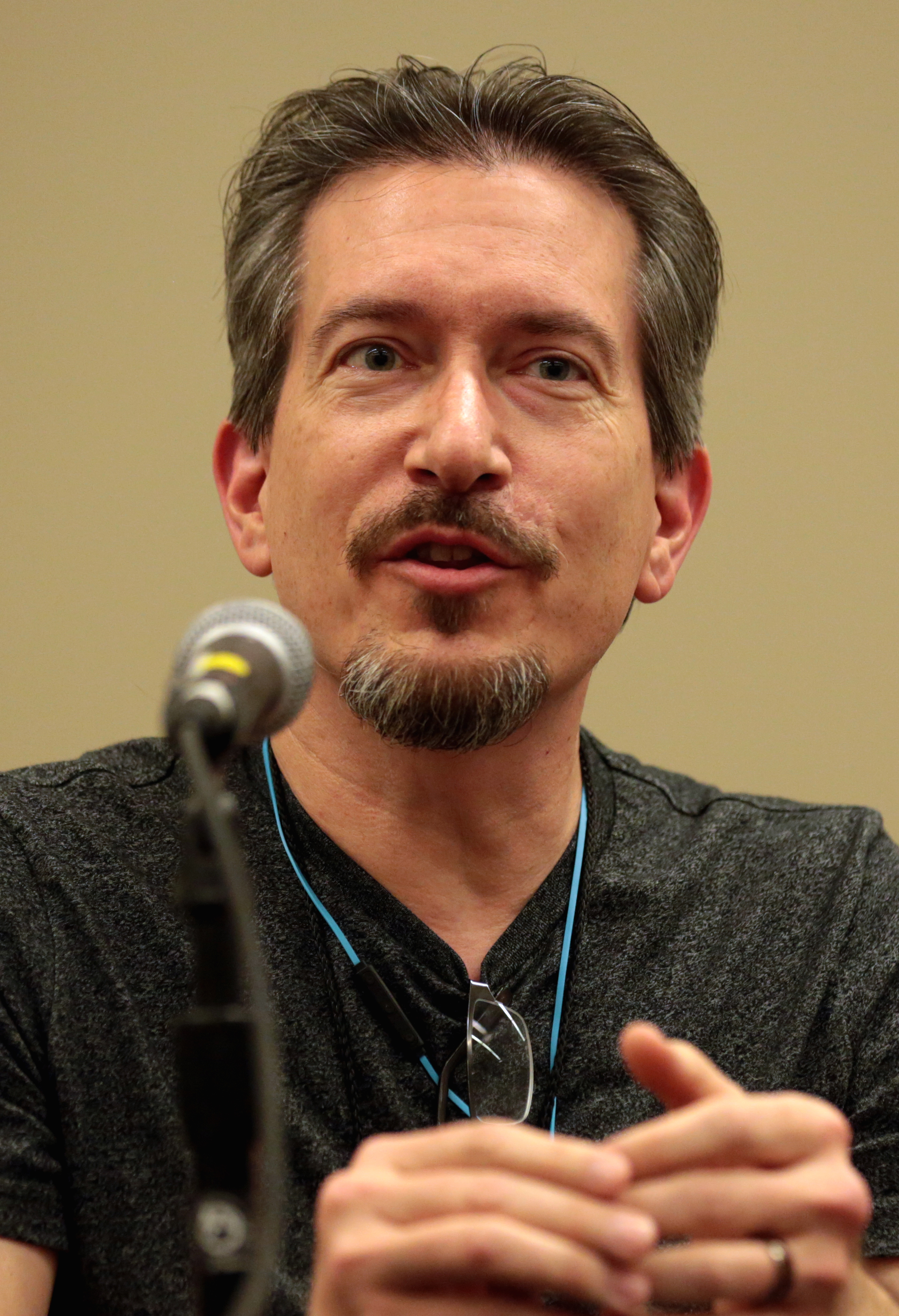
Bradley Beaulieu, 2017

Bradley P. Beaulieu (* 13. September 1968 in Kenosha, Wisconsin) ist ein amerikanischer Autor. Er schreibt im Genre Fantasy und veröffentlichte unter dem Pseudonym Brendan P. Bellecourt einen Science-Fiction-Roman.

## Leben
Bis 1986 besuchte Beaulieu die Mary D. Bradford High School in Kenosha. Anschließend war er bis 1991 an der Milwaukee School of Engineering. Er arbeitete mehrere Jahre in der Informationstechnik. Anfang des Jahrtausends belegte er mehrere Kurse Kreatives Schreiben. Von 2011 bis 2013 veröffentlichte er mit The Lays of Anuskaya eine Trilogie. Von 2016 bis 2021 schrieb er an dem sechsbändigen Werk Die Legenden der Bernsteinstadt (The Song of the Shattered Sands).
Beaulieu belegte im ersten Quartal 2004 den zweiten Platz des Writers-of-the-Future-Award für die Erzählung Flotsam. 2012 war sein Buch The Winds of Khalakovo bei den David Gemmell Awards für den Morningstar Award vornominiert.

## Werke

### The Lays of Anuskaya
Die Trilogie erschien bisher nicht in deutscher Sprache.
- Band 1: The Winds of Khalakovo. Night Shade Books, 2011. ISBN 978-1-59780-218-5.
- Band 2: The Straits of Galahesh. Night Shade Books, 2012. ISBN 978-1-5978-0349-6.
- Band 3: The Flames of Shadam Khoreh. Quillings Literary, 2013. ISBN 978-1-93964-906-5.

### Die Legenden der Bernsteinstadt (The Song of the Shattered Sands)
Die Fantasy-Romanreihe spielt in und um die fiktive Wüstenstadt Sharakhai. Zwölf alte, körperlich jedoch junge Könige regieren gemeinsam seit vierhundert Jahren mit harter Hand. Ihre Macht erhielten sie einst von den Göttern, indem sie den dreizehnten Stamm opferten. Die junge Frau Cedhamin will die Herrschaft beenden und die zwölf Könige töten, die vor Jahren ihre Mutter ermordeten. Dem gleichen Ziel folgen durch Intrigen und gewaltsame Mittel eine Widerstandsbewegung und die Herrscher der angrenzenden Länder. In den drei bisher in die deutsche Sprache übersetzten Büchern fand die Hälfte der Könige auf die eine oder andere Weise den Tod.
- Band 1: Die zwölf Könige. Übers. von Antonia Zauner. Knaur Verlag, München 2017. ISBN 978-3-426-43563-2. (Orig.: Twelve Kings in Sharakhai. DAW Books, 2015. ISBN 978-0-7564-0972-2)
- Band 2: Der Zorn der Asirim. Übers. von Antonia Zauner. Knaur Verlag, München 2018. ISBN 978-3-426-43564-9. (Orig.: With Blood Upon the Sand. DAW Books, 2017. ISBN  978-0-7564-0974-6)
- Band 3: Der Dreizehnte Stamm. Übers. von Kerstin Fricke. Knaur Verlag, München 2019. ISBN 978-3-426-43565-6. (Orig.: A Veil of Spears. DAW Books, 2018. ISBN  978-0-7564-0976-0)
- Band 4: Beneath the Twisted Trees. DAW Books, 2019. ISBN 978-0-7564-1459-7.
- Band 5: When Jackals Storm the Walls. DAW Books, 2020. ISBN 978-0-7564-1462-7.
- Band 6: A Desert Torn Asunder. DAW Books, 2021. ISBN 978-0-7564-1465-8.

- Prequel: Of Sand and Malice Made. DAW Books US, 2016. ISBN 978-0-7564-1209-8.

### Weitere Werke
Unter dem Pseudonym Brendan P. Bellecourt erschien der Science-Fiction-Roman Absynthe.
- Absynthe. Head of Zeus, 2021. ISBN 978-1-80110-192-9.